# Бекер, Алисон
Алисон Рамзес Бекер (порт.-браз. Alisson Ramses Becker; род. 2 октября 1992, Нову-Амбургу), более известный как Алисон Бекер (порт.-браз. Alisson Becker), также в европейской прессе встречается вариант Алисон (порт.-браз. Alisson) — бразильский футболист немецкого происхождения, вратарь клуба «Ливерпуль» и сборной Бразилии. Считается одним из лучших вратарей своего поколения, он известен своими великолепными отражениями ударов, точностью передач и умением играть при выходах один на один.
Участник чемпионата мира 2018 года.

## Биография
Алисон родился в немецкой семье Нову-Амбургу (Новый Гамбург), районе преимущественно населенном бразильцами немецкого происхождения, представителем которых он и является. Младший брат другого профессионального вратаря Муриэла Бекера (род. 1987). Имеет немецкое гражданство.

## Клубная карьера
Алисон — воспитанник клуба «Интернасьонал». 17 февраля 2013 года в матче Лиги Гаушу против «Крузейро» из Порту-Алегри он дебютировал за основную команду. 25 августа в поединке против «Гояса» Алисон дебютировал в бразильской Серии A. В 2015 году после того, как Дида завершил карьеру, он стал основным вратарём команды. В составе «Интернасьонала» Алисон трижды выиграл Лигу Гаушу.
Летом 2016 года Бекер перешёл в итальянскую «Рому». 17 августа 2016 года в матче квалификации Лиги чемпионов против португальского «Порту» Алисон дебютировал за «волков». Свой первый сезон в стане римлян Алисон провёл в качестве второго вратаря команды, заменяя основного голкипера «волков» Войцеха Щенсны в матчах Кубка Италии и Лиги Европы. После перехода Щенсны в «Ювентус» Бекер стал основным вратарём команды. 20 августа 2017 года в матче против «Аталанты» он дебютировал в итальянской Серии A.
Став основным вратарём в составе «волков», Алиссон смог быстро продемонстрировать высокий уровень игры на воротах и помог команде укрепить оборону. В сезоне 2017/18 римляне смогли укрепиться на вершине таблицы итальянского чемпионата, заняв третье место, а Бекер был признан лучшим голкипером в Серии A, пропустив всего 28 мячей в 37 играх (второй показатель после «Ювентуса»). Однако главным успехом в сезоне стал второй в истории выход клуба в полуфинал Лиги чемпионов. В большинстве матчей турнира Бекер продемонстрировал надёжную игру, а в домашнем матче с мадридским «Атлетико» он был признан лучшим игроком матча. Также Бекер смог отличиться хорошей игрой в домашних матчах против лондонского «Челси» и донецкого «Шахтёра». Несколько противоречивым вышло двухматчевое противостояние с «Барселоной» в четвертьфинале Лиги Чемпионов, где в первом матче на Камп Ноу Бекер пропустил четыре мяча (причем два из них — автоголы Даниэля Де Росси и Костаса Маноласа), а в ответном матче на Стадио Олимпико Бекер успешно отстоял ворота, а команда смогла совершить камбэк и выйти в полуфинал Лиги Чемпионов (первый матч - 4:1, второй - 3:0). В полуфинале с «Ливерпулем», Бекер пропустил всего семь мячей, пять из которых пришлись на первый матч на Энфилде. По окончании турнира, Бекер вошёл в символическую сборную лучших игроков розыгрыша Лиги Чемпионов 2017/18.
Уже в начале 2018 года заинтересованность во вратаре проявили испанская «Барселона», французский «Пари Сен-Жермен» и английский «Ливерпуль». Летом того же года Алисон подписал шестилетний контракт с последним. Сумма трансфера составила 66,8 млн фунтов (72,5 млн евро), что сделало Бекера самым дорогим вратарём в истории (прежнее достижение принадлежало итальянцу Джанлуиджи Буффону и продержалось 17 лет). С другой стороны, рекордный трансфер Алисона продержался всего месяц, пока не был осуществлён трансфер Кепы Аррисабалаги из баскского «Атлетика» в «Челси» за 71,6 млн фунтов. 12 августа в матче против «Вест Хэм Юнайтед» он дебютировал в английской Премьер-лиге. 
В его дебютном сезоне за «мерсисайдцев» носил номер 13, т.к. единицу занял Лорис Кариус, однако неуверенная игра немца (в особенности в финале Лиги Чемпионов 2018 года) довольно быстро привела бразильца в створ ворот. В полуфинале ЛЧ «Ливерпуль» совершил камбэк против той же «Барселоны» (первый матч - 3:0; второй - 4:0). Впоследствии «мерсисайдцы» встретились с «Тоттенхэмом» в финале и выиграли со счетом 0:2. По итогам сезона Алисон заработал «золотую перчатку». В следующем сезоне Алисон все же взял номер 1. В ноябре 2019 года голкипер отличился не самым лучшим образом в домашнем поединке с «Брайтоном». Он был удален с поля на 76 минуте, когда Леандро Троссард пытался выйти с ним один на один, при этом бразилец вышел из штрафной и коснулся мяча рукой, когда бельгиец попытался перебросить Алисона. С другой стороны, «Ливерпуль» в том сезоне впервые с 1990 года стал чемпионом Англии. 16 мая 2021 года в матче 36-го тура против «Вест Бромвича» на 90+5 минуте забил единственный гол в карьере головой с подачи углового Трентом Александром-Арнольдом. Встреча закончилась со счетом 2:1 в пользу «мерсисайдцев».
В сентябре 2021 года стало известно, что ФИФА дисквалифицировал игрока на 5 дней из-за того, что его не отпустили на матчи Бразилии в рамках отборочного турнира чемпионата мира-2022 .

## Международная карьера

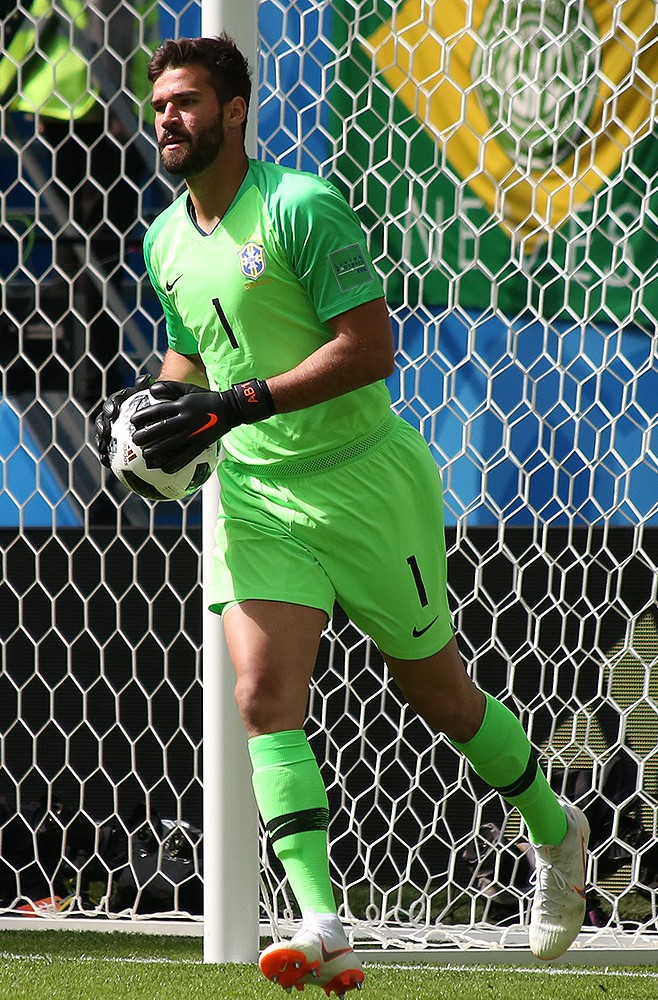
Алисон в составе сборной Бразилии

В 2009 году в составе юношеской сборной Бразилии Алисон принял участие в юношеском чемпионате мира в Нигерии. На турнире он сыграл в матчах против команд Японии, Мексики и Швейцарии.
14 октября 2015 года в отборочном матче чемпионата мира 2018 против сборной Венесуэлы Алисон дебютировал за сборную Бразилии.
В 2018 году Алисон принял участие в чемпионате мира в России. На турнире он сыграл в матчах против команд Швейцарии, Коста-Рики, Сербии, Мексики и Бельгии.
В 2019 года Алисон выиграл домашний Кубок Америки. На турнире он сыграл в матчах против команд Боливии, Венесуэлы, Аргентины, Парагвая и дважды Перу.
В 2021 году Алисон во второй раз принял участие в домашнем Кубке Америки. На турнире он сыграл в матчах против сборных Венесуэлы и Эквадора.

## Достижения

### Командные
«Интернасьонал»
- Чемпион Лиги Гаушу (4): 2013, 2014, 2015, 2016

«Ливерпуль»
- Чемпион Англии (2): 2019/20, 2024/25
- Обладатель Кубка Англии: 2021/22
- Победитель Лиги чемпионов УЕФА: 2018/19
- Обладатель Суперкубка УЕФА: 2019
- Обладатель Суперкубка Англии: 2022
- Обладатель Кубка Футбольной лиги (2): 2021/22, 2023/24
- Победитель Клубного чемпионата мира по футболу: 2019

Сборная Бразилии
- Победитель Тулонского турнира: 2013
- Победитель Кубка Америки: 2019
- Финалист Кубка Америки: 2021

### Личные
- Лучший вратарь мира по версии МФФИИС: 2019
- Лучший вратарь Европы по версии УЕФА: 2019
- Обладатель награды The best FIFA Men's Goalkeeper: 2019
- Символическая сборная Лиги чемпионов УЕФА (2): 2017/18, 2018/19
- Входит в состав символической сборной года Серии А: 2017/18
- Лучший футбольный вратарь года в Италии: 2018
- Лучший вратарь Кубка Америки: 2019
- Символическая сборная Кубка Америки по версии КОНМЕБОЛ: 2019
- Золотая перчатка английской Премьер-лиги (2): 2018/19, 2021/22
- Член «команды года» в Премьер-лиге по версии ПФА: 2021/22
- Лучший вратарь Лиги чемпионов УЕФА: 2019
- Член символической сборной сезона УЕФА: 2019
- Член сборной ФИФПРО: 2019
- Первый обладатель премии Льва Яшина: 2019
- Обладатель премии «Золотая самба»: 2019

## Статистика выступлений

### Клубная статистика
| Клуб             | Сезон            | Лига | Лига   | Кубки | Кубки | Конт. кубки | Конт. кубки | Всего | Всего  |
| Клуб             | Сезон            | Игры | Голы   | Игры  | Голы  | Игры        | Голы        | Игры  | Голы   |
| ---------------- | ---------------- | ---- | ------ | ----- | ----- | ----------- | ----------- | ----- | ------ |
| Интернасьонал    | 2013             | 6    | -7     | 2     | -2    | —           | —           | 8     | -9     |
| Интернасьонал    | 2014             | 11   | -14    | —     | —     | 0           | 0           | 11    | -14    |
| Интернасьонал    | 2015             | 26   | -23    | —     | —     | 12          | -15         | 38    | -38    |
| Интернасьонал    | 2016             | 1    | 0      | —     | —     | —           | —           | 1     | 0      |
| Интернасьонал    | Итого            | 44   | -44    | 2     | -2    | 12          | -15         | 58    | -61    |
| Рома             | 2016/17          | 0    | 0      | 4     | -5    | 11          | -14         | 15    | -19    |
| Рома             | 2017/18          | 37   | -28    | 0     | 0     | 12          | -19         | 49    | -47    |
| Рома             | Итого            | 37   | -28    | 4     | -5    | 23          | -33         | 64    | -66    |
| Ливерпуль        | 2018/19          | 38   | -22    | —     | —     | 13          | -12         | 51    | -34    |
| Ливерпуль        | 2019/20          | 29   | -23    | 1     | -1    | 7           | -5          | 37    | -29    |
| Ливерпуль        | 2020/21          | 33   | 1/-32  | 1     | -3    | 7           | -5          | 42    | 1/-41  |
| Ливерпуль        | 2021/22          | 36   | -24    | 5     | -3    | 13          | -14         | 54    | -41    |
| Ливерпуль        | 2022/23          | 37   | -43    | 2     | -4    | 8           | -12         | 47    | -59    |
| Ливерпуль        | 2023/24          | 28   | -30    | 2     | -2    | 2           | 0           | 32    | -32    |
| Ливерпуль        | 2024/25          | 20   | -17    | 1     | -1    | 4           | -2          | 25    | -20    |
| Ливерпуль        | Итого            | 211  | 1/-182 | 11    | -13   | 53          | -49         | 277   | 1/-244 |
| Всего за карьеру | Всего за карьеру | 292  | 1/-254 | 17    | -20   | 88          | -96         | 397   | 1/-370 |

### Международная статистика
| Сборная          | Сезон            | Товарищеские | Товарищеские | Турниры | Турниры | Всего | Всего |
| Сборная          | Сезон            | Игры         | Голы         | Игры    | Голы    | Игры  | Голы  |
| ---------------- | ---------------- | ------------ | ------------ | ------- | ------- | ----- | ----- |
| Бразилия         | 2015             | 0            | -0           | 3       | -2      | 3     | -2    |
| Бразилия         | 2016             | 1            | -0           | 11      | -7      | 12    | -7    |
| Бразилия         | 2017             | 2            | -0           | 5       | -3      | 7     | -2    |
| Бразилия         | 2018             | 7            | -0           | 5       | -2      | 12    | -2    |
| Бразилия         | 2019             | 4            | -2           | 6       | -1      | 10    | -3    |
| Бразилия         | 2020             | 0            | 0            | 0       | 0       | 0     | 0     |
| Бразилия         | 2021             | 0            | 0            | 7       | -2      | 7     | -2    |
| Бразилия         | 2022             | 3            | -1           | 7       | -3      | 10    | -4    |
| Бразилия         | 2023             | 0            | 0            | 0       | 0       | 0     | 0     |
| Всего за карьеру | Всего за карьеру | 17           | -3           | 44      | -20     | 61    | -23   |

### Матчи и голы за сборные
| Матчи и пропущенные голы Алисона Бекера за сборную Бразилии | Матчи и пропущенные голы Алисона Бекера за сборную Бразилии | Матчи и пропущенные голы Алисона Бекера за сборную Бразилии | Матчи и пропущенные голы Алисона Бекера за сборную Бразилии | Матчи и пропущенные голы Алисона Бекера за сборную Бразилии | Матчи и пропущенные голы Алисона Бекера за сборную Бразилии | Матчи и пропущенные голы Алисона Бекера за сборную Бразилии | Матчи и пропущенные голы Алисона Бекера за сборную Бразилии | Матчи и пропущенные голы Алисона Бекера за сборную Бразилии |
| №                                                           | Место проведения                                            | Дата                                                        | Оппонент                                                    | Счёт                                                        | Пр. голы                                                    | Замены                                                      | Номер                                                       | Соревнование                                                |
| ----------------------------------------------------------- | ----------------------------------------------------------- | ----------------------------------------------------------- | ----------------------------------------------------------- | ----------------------------------------------------------- | ----------------------------------------------------------- | ----------------------------------------------------------- | ----------------------------------------------------------- | ----------------------------------------------------------- |
| 1                                                           |                                                             | 13 октября 2015                                             | Венесуэла                                                   | 3 : 1                                                       | 1                                                           | —                                                           | 23                                                          | Отборочные матчи ЧМ-2018                                    |
| 2                                                           |                                                             | 13 ноября 2015                                              | Аргентина                                                   | 1 : 1                                                       | 1                                                           | —                                                           | 23                                                          | Отборочные матчи ЧМ-2018                                    |
| 3                                                           |                                                             | 17 ноября 2015                                              | Перу                                                        | 3 : 0                                                       | —                                                           | —                                                           | 23                                                          | Отборочные матчи ЧМ-2018                                    |
| 4                                                           |                                                             | 25 марта 2016                                               | Уругвай                                                     | 2 : 2                                                       | 2                                                           | —                                                           | 1                                                           | Отборочные матчи ЧМ-2018                                    |
| 5                                                           |                                                             | 29 марта 2016                                               | Парагвай                                                    | 2 : 2                                                       | 2                                                           | —                                                           | 1                                                           | Отборочные матчи ЧМ-2018                                    |
| 6                                                           |                                                             | 30 мая 2016                                                 | Панама                                                      | 2 : 0                                                       | —                                                           | —                                                           | 1                                                           | Товарищеский матч                                           |
| 7                                                           |                                                             | 4 июня 2016                                                 | Эквадор                                                     | 0 : 0                                                       | —                                                           | —                                                           | 1                                                           | Кубок Америки по футболу 2016                               |
| 8                                                           |                                                             | 8 июня 2016                                                 | Республика Гаити                                            | 7 : 1                                                       | 1                                                           | —                                                           | 1                                                           | Кубок Америки по футболу 2016                               |
| 9                                                           |                                                             | 12 июня 2016                                                | Перу                                                        | 0 : 1                                                       | 1                                                           | —                                                           | 1                                                           | Кубок Америки по футболу 2016                               |
| 10                                                          |                                                             | 1 сентября 2016                                             | Эквадор                                                     | 3 : 0                                                       | —                                                           | —                                                           | 1                                                           | Отборочные матчи ЧМ-2018                                    |
| 11                                                          |                                                             | 6 сентября 2016                                             | Колумбия                                                    | 2 : 1                                                       | 1                                                           | —                                                           | 1                                                           | Отборочные матчи ЧМ-2018                                    |
| 12                                                          |                                                             | 6 октября 2016                                              | Боливия                                                     | 5 : 0                                                       | —                                                           | —                                                           | 1                                                           | Отборочные матчи ЧМ-2018                                    |
| 13                                                          |                                                             | 11 октября 2016                                             | Венесуэла                                                   | 2 : 0                                                       | —                                                           | —                                                           | 1                                                           | Отборочные матчи ЧМ-2018                                    |
| 14                                                          |                                                             | 10 ноября 2016                                              | Аргентина                                                   | 3 : 0                                                       | —                                                           | —                                                           | 1                                                           | Отборочные матчи ЧМ-2018                                    |
| 15                                                          |                                                             | 15 ноября 2016                                              | Перу                                                        | 2 : 0                                                       | —                                                           | —                                                           | 1                                                           | Отборочные матчи ЧМ-2018                                    |
| 16                                                          |                                                             | 23 марта 2017                                               | Уругвай                                                     | 4 : 1                                                       | 1                                                           | —                                                           | 1                                                           | Отборочные матчи ЧМ-2018                                    |
| 17                                                          |                                                             | 28 марта 2017                                               | Парагвай                                                    | 3 : 0                                                       | —                                                           | —                                                           | 1                                                           | Отборочные матчи ЧМ-2018                                    |
| 18                                                          |                                                             | 31 августа 2017                                             | Эквадор                                                     | 2 : 0                                                       | —                                                           | —                                                           | 1                                                           | Отборочные матчи ЧМ-2018                                    |
| 19                                                          |                                                             | 5 сентября 2017                                             | Колумбия                                                    | 1 : 1                                                       | 1                                                           | —                                                           | 1                                                           | Отборочные матчи ЧМ-2018                                    |
| 20                                                          |                                                             | 5 октября 2017                                              | Боливия                                                     | 0 : 0                                                       | —                                                           | —                                                           | 1                                                           | Отборочные матчи ЧМ-2018                                    |
| 21                                                          |                                                             | 10 ноября 2017                                              | Япония                                                      | 3 : 1                                                       | —                                                           | 46'                                                         | 1                                                           | Товарищеский матч                                           |
| 22                                                          |                                                             | 15 ноября 2017                                              | Англия                                                      | 0 : 0                                                       | —                                                           | —                                                           | 1                                                           | Товарищеский матч                                           |
| 23                                                          |                                                             | 23 марта 2018                                               | Россия                                                      | 3 : 0                                                       | —                                                           | —                                                           | 1                                                           | Товарищеский матч                                           |
| 24                                                          |                                                             | 27 марта 2018                                               | Германия                                                    | 1 : 0                                                       | —                                                           | —                                                           | 1                                                           | Товарищеский матч                                           |
| 25                                                          |                                                             | 3 июня 2018                                                 | Хорватия                                                    | 2 : 0                                                       | —                                                           | —                                                           | 1                                                           | Товарищеский матч                                           |
| 26                                                          |                                                             | 10 июня 2018                                                | Австрия                                                     | 3 : 0                                                       | —                                                           | —                                                           | 1                                                           | Товарищеский матч                                           |
| 27                                                          |                                                             | 18 июня 2018                                                | Швейцария                                                   | 1 : 1                                                       | 1                                                           | —                                                           | 1                                                           | Финальные матчи ЧМ-2018                                     |
| 28                                                          |                                                             | 22 июня 2018                                                | Коста-Рика                                                  | 2 : 0                                                       | —                                                           | —                                                           | 1                                                           | Финальные матчи ЧМ-2018                                     |
| 29                                                          |                                                             | 27 июня 2018                                                | Сербия                                                      | 2 : 0                                                       | —                                                           | —                                                           | 1                                                           | Финальные матчи ЧМ-2018                                     |
| 30                                                          |                                                             | 2 июля 2018                                                 | Мексика                                                     | 2 : 0                                                       | —                                                           | —                                                           | 1                                                           | Финальные матчи ЧМ-2018                                     |
| 31                                                          |                                                             | 6 июля 2018                                                 | Бельгия                                                     | 1 : 2                                                       | 2                                                           | —                                                           | 1                                                           | Финальные матчи ЧМ-2018                                     |
| 32                                                          |                                                             | 8 сентября 2018                                             | США                                                         | 2 : 0                                                       | —                                                           | —                                                           | 1                                                           | Товарищеский матч                                           |
| 33                                                          |                                                             | 16 октября 2018                                             | Аргентина                                                   | 1 : 0                                                       | —                                                           | —                                                           | 1                                                           | Товарищеский матч                                           |
| 34                                                          |                                                             | 16 ноября 2018                                              | Уругвай                                                     | 1 : 0                                                       | —                                                           | —                                                           | 1                                                           | Товарищеский матч                                           |
| 35                                                          |                                                             | 26 марта 2019                                               | Чехия                                                       | 3 : 1                                                       | 1                                                           | —                                                           | 1                                                           | Товарищеский матч                                           |
| 36                                                          |                                                             | 9 июня 2019                                                 | Гондурас                                                    | 7 : 0                                                       | —                                                           | —                                                           | 1                                                           | Товарищеский матч                                           |
| 37                                                          |                                                             | 15 июня 2019                                                | Боливия                                                     | 3 : 0                                                       | —                                                           | —                                                           | 1                                                           | Кубок Америки по футболу 2019                               |
| 38                                                          |                                                             | 19 июня 2019                                                | Венесуэла                                                   | 0 : 0                                                       | —                                                           | —                                                           | 1                                                           | Кубок Америки по футболу 2019                               |
| 39                                                          |                                                             | 22 июня 2019                                                | Перу                                                        | 5 : 0                                                       | —                                                           | —                                                           | 1                                                           | Кубок Америки по футболу 2019                               |
| 40                                                          |                                                             | 28 июня 2019                                                | Парагвай                                                    | 0 : 0 (п. 5:3)                                              | —                                                           | —                                                           | 1                                                           | Кубок Америки по футболу 2019                               |
| 41                                                          |                                                             | 3 июля 2019                                                 | Аргентина                                                   | 2 : 0                                                       | —                                                           | —                                                           | 1                                                           | Кубок Америки по футболу 2019                               |
| 42                                                          |                                                             | 7 июля 2019                                                 | Перу                                                        | 3 : 1                                                       | 1                                                           | —                                                           | 1                                                           | Кубок Америки по футболу 2019                               |
| 43                                                          |                                                             | 15 ноября 2019                                              | Аргентина                                                   | 0 : 1                                                       | 1                                                           | —                                                           | 1                                                           | Товарищеский матч                                           |
| 44                                                          |                                                             | 19 ноября 2019                                              | Республика Корея                                            | 3 : 0                                                       | —                                                           | —                                                           | 1                                                           | Товарищеский матч                                           |
| 45                                                          |                                                             | 5 июня 2021                                                 | Эквадор                                                     | 2 : 0                                                       | —                                                           | —                                                           | 1                                                           | Отборочные матчи ЧМ-2022                                    |
| 46                                                          |                                                             | 14 июня 2021                                                | Венесуэла                                                   | 3 : 0                                                       | —                                                           | —                                                           | 1                                                           | Кубок Америки по футболу 2021                               |
| 47                                                          |                                                             | 27 июня 2021                                                | Эквадор                                                     | 1 : 1                                                       | 1                                                           | —                                                           | 1                                                           | Кубок Америки по футболу 2021                               |
| 48                                                          |                                                             | 8 октября 2021                                              | Венесуэла                                                   | 3 : 1                                                       | 1                                                           | —                                                           | 1                                                           | Отборочные матчи ЧМ-2022                                    |
| 49                                                          |                                                             | 11 октября 2021                                             | Колумбия                                                    | 0 : 0                                                       | —                                                           | —                                                           | 1                                                           | Отборочные матчи ЧМ-2022                                    |
| 50                                                          |                                                             | 12 ноября 2021                                              | Колумбия                                                    | 1 : 0                                                       | —                                                           | —                                                           | 1                                                           | Отборочные матчи ЧМ-2022                                    |
| 51                                                          |                                                             | 17 ноября 2021                                              | Аргентина                                                   | 0 : 0                                                       | —                                                           | —                                                           | 1                                                           | Отборочные матчи ЧМ-2022                                    |
| 52                                                          |                                                             | 27 января 2022                                              | Эквадор                                                     | 1 : 1                                                       | 1                                                           | —                                                           | 1                                                           | Отборочные матчи ЧМ-2022                                    |
| 53                                                          |                                                             | 25 марта 2022                                               | Чили                                                        | 4 : 0                                                       | —                                                           | —                                                           | 1                                                           | Отборочные матчи ЧМ-2022                                    |
| 54                                                          |                                                             | 30 марта 2022                                               | Боливия                                                     | 4 : 0                                                       | —                                                           | —                                                           | 1                                                           | Отборочные матчи ЧМ-2022                                    |
| 55                                                          |                                                             | 6 июня 2022                                                 | Япония                                                      | 1 : 0                                                       | —                                                           | —                                                           | 1                                                           | Товарищеский матч                                           |
| 56                                                          |                                                             | 23 сентября 2022                                            | Гана                                                        | 3 : 0                                                       | —                                                           | —                                                           | 1                                                           | Товарищеский матч                                           |
| 57                                                          |                                                             | 27 сентября 2022                                            | Тунис                                                       | 5 : 1                                                       | 1                                                           | —                                                           | 1                                                           | Товарищеский матч                                           |
| 58                                                          |                                                             | 24 ноября 2022                                              | Сербия                                                      | 2 : 0                                                       | —                                                           | —                                                           | 1                                                           | Финальные матчи ЧМ-2022                                     |
| 59                                                          |                                                             | 28 ноября 2022                                              | Швейцария                                                   | 1 : 0                                                       | —                                                           | —                                                           | 1                                                           | Финальные матчи ЧМ-2022                                     |
| 60                                                          |                                                             | 5 декабря 2022                                              | Республика Корея                                            | 4 : 1                                                       | 1                                                           | 80'                                                         | 1                                                           | Финальные матчи ЧМ-2022                                     |
| 61                                                          |                                                             | 9 декабря 2022                                              | Хорватия                                                    | 1 : 1(п. 3:4)                                               | 1                                                           | —                                                           | 1                                                           | Финальные матчи ЧМ-2022                                     |

Итого: 61 матч / 23 пропущенных гола / 41 «сухой» матч; 44 победы, 13 ничьих, 4 поражения.

## Личная жизнь
Спутницей Алисона стала Наталья Лоу, молодые люди были знакомы еще со школьных времен. Они начали встречаться в 2012 году, а в 2015 поженились. Уже после переезда в Италию у супругов появился первый ребенок — дочь Хелена. В 2019 году, в самом успешном сезоне для Бекера, жена родила ему сына Маттео. В 2021 году у пары родился третий ребенок.